# Sontou
Sontou est l'un des six arrondissements de la commune de Pèrèrè dans le département du Borgou au Bénin.

## Géographie
L'arrondissement de Sontou est situé au nord-est du Bénin et compte 5 villages que sont Alafiarou, Bani Peulh, Bonrou, Bonrou Gando et Sontou.

## Démographie
Selon le recensement de la population de 2013 conduit par l'Institut national de la statistique et de l'analyse économique (INSAE), Sontou compte 7 737 habitants.